# Salinas (Minas Gerais)
Salinas es un municipio brasileño del estado de Minas Gerais. Se ubica en la Mesorregión del Norte de Minas y Microrregión de Salinas y conforma, con otros municipios de la región, el Alto Río Pardo. Su población, según estimaciones del IBGE para 2018, era de 41 349 habitantes.
El municipio es conocido por la calidad de requeijão y carne-de-sol, tradiciones, folclore y producción agrícola. Pero nada le da más notoriedad que sus famosas cachaças. Otros atractivos de la ciudad son las Fiestas Juninas, la Corrida e Caminhada de Salinas, que se realiza el 26 de junio, el Festival Mundial de la Cachaça, los yacimientos minerales y la artesanía.